# Gangehi
Gangehi är en ö i Ariatollen i Maldiverna. Den ligger i den nordvästra delen av landet, 80 km väster om huvudstaden Malé.
På ön finns en turistanläggning, men ingen fastboende befolkning, varför ön officiellt räknas som obebodd.